# NGC 3781
NGC 3781 је лентикуларна галаксија у сазвежђу Лав која се налази на NGC листи објеката дубоког неба.
Деклинација објекта је + 26° 21' 45" а ректасцензија 11h 39m 3,9s. Привидна величина (магнитуда) објекта NGC 3781 износи 13,8 а фотографска магнитуда 14,8. NGC 3781 је још познат и под ознакама MCG 5-28-4, CGCG 157-5, PGC 36104.